# Europaspiele 2019/Teilnehmer (Kosovo)
| Gelbes Symbol für Goldmedaillen mit stilisierten Olympischen Ringen | Graues Symbol für Silbermedaillen mit stilisierten Olympischen Ringen | Braundes Symbol für Bronzemedaillen mit stilisierten Olympischen Ringen |
| ------------------------------------------------------------------- | --------------------------------------------------------------------- | ----------------------------------------------------------------------- |
| 1                                                                   | 1                                                                     | 1                                                                       |

Der Kosovo nahm mit zwölf Athleten (sechs Männer und sechs Frauen) an den Europaspielen 2019 vom 21. bis 30. Juni 2019 in Minsk teil.

## Medaillen

### Medaillenspiegel
| Rang   | Sportart | Gold | Silber | Bronze | Gesamt |
| ------ | -------- | ---- | ------ | ------ | ------ |
| 1      | Judo     | 1    | 1      | 1      | 3      |
| Gesamt | Gesamt   | 1    | 1      | 1      | 3      |

### Medaillengewinner
| Name/n            | Sportart | Wettkampf                     |
| ----------------- | -------- | ----------------------------- |
| Gold              |          |                               |
| Majlinda Kelmendi | Judo     | Halbleichtgewicht (bis 52 kg) |
| Silber            |          |                               |
| Nora Gjakova      | Judo     | Leichtgewicht (bis 57 kg)     |
| Bronze            |          |                               |
| Loriana Kuka      | Judo     | Leichtgewicht (bis 78 kg)     |

## Teilnehmer nach Sportarten

### Bogenschießen

#### Recurvebogen
| Athleten          | Wettbewerb | Platzierungsrunde | Platzierungsrunde | 1. Runde (64er) | 1. Runde (64er) | 2. Runde (32er) | 2. Runde (32er) | Achtelfinale | Achtelfinale | Viertelfinale | Viertelfinale | Halbfinale | Halbfinale | Finale | Finale   | Rang |
| Athleten          | Wettbewerb | Ringe             | Rang              | Gegner          | Ergebnis        | Gegner          | Ergebnis        | Gegner       | Ergebnis     | Gegner        | Ergebnis      | Gegner     | Ergebnis   | Gegner | Ergebnis | Rang |
| ----------------- | ---------- | ----------------- | ----------------- | --------------- | --------------- | --------------- | --------------- | ------------ | ------------ | ------------- | ------------- | ---------- | ---------- | ------ | -------- | ---- |
| Frauen            |            |                   |                   |                 |                 |                 |                 |              |              |               |               |            |            |        |          |      |
| Ardita Zejnullahu | Einzel     | 500               | 48                | Bryony Pitman   |                 |                 |                 |              |              |               |               |            |            |        |          |      |

### Boxen
| Athleten        | Wettbewerb                  | 1. Runde (32er) | 1. Runde (32er) | Achtelfinale    | Achtelfinale | Viertelfinale | Viertelfinale | Halbfinale | Halbfinale | Finale | Finale   | Rang |
| Athleten        | Wettbewerb                  | Gegner          | Ergebnis        | Gegner          | Ergebnis     | Gegner        | Ergebnis      | Gegner     | Ergebnis   | Gegner | Ergebnis | Rang |
| --------------- | --------------------------- | --------------- | --------------- | --------------- | ------------ | ------------- | ------------- | ---------- | ---------- | ------ | -------- | ---- |
| Frauen          |                             |                 |                 |                 |              |               |               |            |            |        |          |      |
| Donjeta Sadiku  | Leichtgewicht bis 60 kg     | –               | –               | Ditte Frostholm |              |               |               |            |            |        |          |      |
| Männer          |                             |                 |                 |                 |              |               |               |            |            |        |          |      |
| Patriot Behrami | Weltergewicht bis 69 kg     | Marko Zeljko    |                 |                 |              |               |               |            |            |        |          |      |
| Shpëtim Bajoku  | Weltergewicht bis 69 kg     | Ahmad Shtiwi    |                 |                 |              |               |               |            |            |        |          |      |
| Ardit Delijaj   | Halbschwergewicht bis 81 kg | Gor Nersesjan   |                 |                 |              |               |               |            |            |        |          |      |

### Judo
| Athleten          | Wettbewerb                    | 1. Runde (32er) | 1. Runde (32er) | Achtelfinale             | Achtelfinale | Viertelfinale       | Viertelfinale | Halbfinale       | Halbfinale    | Finale            | Finale        | Rang   |
| Athleten          | Wettbewerb                    | Gegner          | Ergebnis        | Gegner                   | Ergebnis     | Gegner              | Ergebnis      | Gegner           | Ergebnis      | Gegner            | Ergebnis      | Rang   |
| ----------------- | ----------------------------- | --------------- | --------------- | ------------------------ | ------------ | ------------------- | ------------- | ---------------- | ------------- | ----------------- | ------------- | ------ |
| Frauen            |                               |                 |                 |                          |              |                     |               |                  |               |                   |               |        |
| Majlinda Kelmendi | Halbleichtgewicht (bis 52 kg) |                 |                 | Fabienne Kocher          | 10s1 : 0h    | Karolina Pienkowska | 10 : 0s2      | Amandine Buchard | 1 : 0s2       | Natalja Kusjutina | 1s1 : 0s2     | Gold   |
| Nora Gjakova      | Leichtgewicht (bis 57 kg)     |                 |                 | Priscilla Gneto          | 1 : 0s1      | Pauline Starke      | 10 : 0        | Telma Monteiro   | 10 : 0h       | Darja Meschezkaja | 0s1 : 1s1     | Silber |
| Loriana Kuka      | Halbschwergewicht (bis 78 kg) |                 |                 | Katie-Jemima Yeats-Brown |              |                     |               |                  |               |                   |               |        |
| Männer            |                               |                 |                 |                          |              |                     |               |                  |               |                   |               |        |
| Akil Gjakova      | Leichtgewicht (bis 73 kg)     | Vadim Schoka    | 10s1 : 0h       | Georgios Azoidis         | 0 : 11       | ausgeschieden       | ausgeschieden | ausgeschieden    | ausgeschieden | ausgeschieden     | ausgeschieden | 9      |

Distria Krasniqi ist als Ersatz nominiert.

### Karate
- Alvin Karaqi

### Tischtennis
| Athleten         | Wettbewerb | 1. Runde         | 1. Runde | 2. Runde (32er) | 2. Runde (32er) | 3. Runde (32er) | 3. Runde (32er) | Achtelfinale  | Achtelfinale  | Viertelfinale | Viertelfinale | Halbfinale    | Halbfinale    | Finale        | Finale        | Rang |
| Athleten         | Wettbewerb | Gegner           | Ergebnis | Gegner          | Ergebnis        | Gegner          | Ergebnis        | Gegner        | Ergebnis      | Gegner        | Ergebnis      | Gegner        | Ergebnis      | Gegner        | Ergebnis      | Rang |
| ---------------- | ---------- | ---------------- | -------- | --------------- | --------------- | --------------- | --------------- | ------------- | ------------- | ------------- | ------------- | ------------- | ------------- | ------------- | ------------- | ---- |
| Männer           |            |                  |          |                 |                 |                 |                 |               |               |               |               |               |               |               |               |      |
| Fatih Karabaxhak | Einzel     | Ewout Oostwouder | 0:4      | ausgeschieden   | ausgeschieden   | ausgeschieden   | ausgeschieden   | ausgeschieden | ausgeschieden | ausgeschieden | ausgeschieden | ausgeschieden | ausgeschieden | ausgeschieden | ausgeschieden | 49   |